# Sito Alonso
Pour les articles homonymes, voir Alonso.
Alfonso Alonso Blasco, plus connu comme Sito Alonso, né le 4 décembre 1975 à Madrid, est un entraîneur espagnol de basket-ball.
Entre juin 2017 et février 2018, il entraîne le FC Barcelone.

## Biographie
Sito Alonso naît à Madrid mais grandit en Aragon.
En septembre 2005, il devient l'assistant d'Aíto García Reneses. En 2008, il devient entraîneur du Joventut de Badalona à la suite du départ de García Reneses. Le 3 mars 2010, il est limogé à la suite d'une série de mauvais résultats.
Lors de la saison 2016-2017, il entraîne le Saski Baskonia.
En juin 2017, il quitte le Saski Baskonia, où il est remplacé par Pablo Prigioni, et est recruté par le FC Barcelone, où il signe un contrat de deux ans,,. Il est limogé le 6 février 2018 en raison des résultats décevants du Barça et remplacé à titre intérimaire par Alfred Julbe, puis par Svetislav Pešić,.
En juin 2018, Alonso est nommé entraîneur du KK Cedevita. Il signe un contrat de deux ans avec le club croate. Il est limogé en octobre et remplacé par Slaven Rimac.
Le 28 janvier 2019, il fait son retour en Espagne et signe à l'UCAM Murcia pour remplacer Javier Juárez, évincé faute de résultats satisfaisants.